# D2085 (Alpes-Maritimes)
De D2085 is een departementale weg in het Franse departement Alpes-Maritimes. De weg loopt van Grasse naar Cagnes-sur-Mer.

## Geschiedenis
Vanaf 1870 was de D2085 onderdeel van de N85. In dat jaar werd het eindpunt van de N85 verlegd van Cannes naar Cagnes-sur-Mer. In 1973 werd dit teruggedraaid en werd Cannes weer het eindpunt van de N85. De weg tussen Grasse en Cagnes werd overgedragen aan het departement Alpes-Maritimes, omdat de weg geen belang meer had voor het doorgaande verkeer. De weg is toen omgenummerd tot D2085.